# Arára do Acre
Arara do Acre (Arara, Shawanauá, Shawanáwa, Xawanáua, Shawanawa, Shawadawa, Arara Shawãdawa), pleme ili skupina indijanskih plemena naseljenih na području zapadnobrazilske države Acre.  Pleme Arara ili Shawanáwa, Xawanaúa, Xawaná-wa ili Chauã-nau sebe naziva Sahwãdawa. Danas oni žive na rezervatu Humaitá Igarapé koji se prostire na 86.700 hektara u općini Porto Valter na tri aldeje (sela), to su: Raimundo do Vale, Foz do Nilo i Boa Vista.
Ostale dvije Arara skupine koje govore panoanskim jezicima su Apolima-Arara i Jaminawa Arara, i čine posebna plemena. Prema SIL-u, njihov jezik možda je dijalekt jezika Katukína kojim govore Indijanci Katukina do Juruá.
Ribari (marisco), lovci i obrađivači tla, manioka, banana, šećerna trska, slatki krumpir, grah, riža, duhan i drugo bilje.
Riba se tradicionalno lovi otrovima kao što su plassacú, timbó, awaka, purá, chatá i drugi, no danas su u upotrebi i čelične udice, harpuni, koplja i otrov tingui (Amorimia rigida (A.Juss.) W.R.Anderson, poznat i pod sin. Mascagnia rigida (A. Juss.) Griseb.).
Očuvali su ritual sinbu (lijana/ayahuasca) u kojem koristi poznata ayahuasca.